# BBÖ 1070 sorozat
Az ÖBB 1061 sorozat az ÖBB egyik D tengelyelrendezésű villamosmozdony-sorozata volt. Régi pályaszámuk: BBÖ 1070 (ÖBB 1061) és BBÖ 1070.1 (ÖBB 1161). A mozdonyokat az ELIN és a Floridsdorf 1926-ban, 1928 és 1932 között, majd 1940 és 1941 között gyártotta.
Az 1061-es mozdonysorozat 1988-ban, az 1161-es sorozat pedig 1994-ben lett selejtezve.